# Parc national de Kamay Botany Bay
Le parc national de Kamay Botany Bay (anglais : Kamay Botany Bay National Park) est un parc national situé à Sydney, en Nouvelle-Galles du Sud, en Australie  à environ 16 km au sud-est du quartier central des affaires de Sydney, sur les caps nord et sud de Botany Bay. La cap nord est située dans l'arrondissement de La Pérouse et le cap sud dans celui de Kurnell.
Un certain nombre de monuments commémorant l'histoire de l'Australie sont situés à l'entrée de la partie sud du parc. Un sentier côtier relie les différents monuments commémoratifs et se trouve à proximité du centre d'information et d'un musée.
La partie sud du parc comprend une grande partie de la moitié est du cap, à proximité de la raffinerie Caltex Oil. La région est bordée de falaises de grès. Le point culminant est situé à une centaine de mètres d'altitude et a deux belvédères avec carte, Kurnell Lookout et Houston Lookout. Le parc possède deux collines couvertes de broussailles sèches : Botany Cone (55 m) et Long Nose, (101 m). Le parking et le belvédère à l'extrémité de la piste Yena est populaire pour observer les baleines pendant la saison de migration.
Le parc abrite également le phare de Cap-Bailey, un phare construit en 1950.